# Komitet Matek Żołnierzy Rosji
Komitet Matek Żołnierzy Rosji (ros. Союз Комитетов Солдатских Матерей России) – rosyjska organizacja założona w roku 1989 i działająca na rzecz pokoju i praw człowieka. Jedną z wciąż aktualnych przyczyn założenia komitetu jest masowe i odwieczne łamanie praw człowieka w wojsku rosyjskim w tym zwłaszcza problem znęcania się psychicznego i fizycznego nad żołnierzami skutkujący częstym kalectwem lub śmiercią. Celami komitetu były między innymi pokojowe zakończenie konfliktu w Czeczenii oraz zniesienie obowiązkowego poboru i wprowadzenie armii zawodowej. Komitet broni praw człowieka żołnierzy służących w wojsku oraz udziela pomocy prawnej dezerterom i osobom chcącym uniknąć poboru z powodu sprzeciwu sumienia. 
Organizacja została założona w roku 1989 przez 300 matek żołnierzy służących na wojnie w Afganistanie. Domagały się one ich zwolnienia ze służby i umożliwienia im powrotu na studia. Następnie zaczęły wysuwać dalsze postulaty, takie jak głęboka reforma struktur armii, zniesienie pracy przymusowej, demilitaryzacja wymiaru sprawiedliwości czy wprowadzenie cywilnej służby zastępczej. Od wybuchu wojny czeczeńskiej w 1994 działają na rzecz natychmiastowego zakończenia konfliktu i prawa do odmowy służby w wojsku.
W roku 1995 Komitet został nagrodzony Nagrodą im. Thorolfa Rafto "za promowanie pokoju w obszarach zagrożonych konfliktami etnicznymi po rozpadzie ZSRR". Rok później otrzymał nagrodę Right Livelihood za działania na rzecz zakończenia wojny w Czeczenii i obronę praw człowieka w armii. W 2014 Komitet został czasowo wpisany na listę agentów zagranicznych redagowaną przez rosyjskie ministerstwo sprawiedliwości.